# Vono
Vono war ein Musikerduo aus Berlin.

## Bandgeschichte
Die Band bestand aus den beiden Keyboardern Volker und Norbert Schultze und hatte viele Liveauftritte. Nachdem die beiden zusammen mit Musikproduzent Stefan Kaske zwischen 1982
und 1984 zwei LPs herausbrachten, erschien 1986 das dritte Album It´s Time, das von Martin Irnich von TNT Records produziert worden war. Für das Album und die gleichnamige Tour wurde der Schlagzeuger Berthold Schmitt zum dritten Bandmitglied. Nachdem die Band 1999 in Griechenland Robert Lax getroffen hatte, veröffentlichten sie ihm zu Ehren die CD LaxMania, die nur aus Samples bestand.

## Stil
Markant waren die düsteren Soundkollagen und der laute, aggressive, sehr basslastige Sound, sowie die sarkastischen Texte.

## Diskografie
- Dinner für 2 (LP, SKY 073, 1982)
- Modern leben (LP, SKY 086, 1983)
- It’s Time (TNT Records 8601, 1986)
- LaxMania (CD)